# کمون (پاریس، ۱۸۷۱)
کمون (پاریس، ۱۸۷۱) (به فرانسوی: (La Commune (Paris, 1871‎) یک فیلم درام تاریخی به کارگردانی پیتر واتکینز دربارهٔ کمون پاریس است که در سال ۲۰۰۰ منتشر شد. این فیلم یک باز اجرای تاریخی به سبک مستند است. از بازیگران آن نیز می‌توان به فرانسیس دامینز اشاره کرد.